# Cathédrale Sainte-Marie-Madeleine de Varsovie
Cette  cathédrale ne doit pas être confondue avec une autre cathédrale de Varsovie.
La cathédrale Sainte-Marie-Madeleine de Varsovie est une cathédrale de l'Église orthodoxe de Pologne, située Aleja Solidarności à Varsovie, érigée dans la seconde moitié du XIXe siècle.

## Sources
- (pl) Cet article est partiellement ou en totalité issu de l’article de Wikipédia en polonais intitulé « Sobór metropolitalny Świętej Równej Apostołom Marii Magdaleny w Warszawie » (voir la liste des auteurs).